# Aristolochia prostrata
Aristolochia prostrata är en piprankeväxtart som beskrevs av Pierre Étienne Simon Duchartre. Aristolochia prostrata ingår i släktet piprankor, och familjen piprankeväxter. Inga underarter finns listade i Catalogue of Life.